# Ирина Мулешкова
Ирина Николова Мулешкова е български юрист, и университетски преподавател. Доцент по международно право.

## Биография
Ирина Мулешкова е родена на 7 май 1957 г., в град София. Дъщеря на професор Никола Мулешков, специалист по конституционно и държавно право, близък приятел на Раиса и Михаил Горбачови.
Завършва специалност право в Софийския университет през 1980 г. Доктор по право е на Московския държавен университет М. В. Ломоносов“ (1983 – 1986). В периода 1986 – 1988 г. е асистент в Юридическия факултет на СУ, а през 1989 г., постъпва на работа в катедра „Правни науки“ на УНСС Старши асистент е от 1989, главен асистент от 1991 г. и доцент – 1997.
Специализацира във Виена и Женева (1992); Лондон (1993); Има специализация по Правата на човека във Финландия (2000). Ръководител на Правната катедра в УНСС (1994). В периода 2004 – 2005 г. е зам.-декан на Юридическия факултет при УНСС.
Член е на Надзорния съвет на Агенцията за приватизация (1995 – 1997) и на Съюза на юристите в България (1987, както и член на Комисията за защита от дискриминация (2005-2012).
Чете курсове в УНСС – Международно публично право, Международни организации, Международна защита и правата на човека, Основи на правото.